# Fox Hill Plantation
La Fox Hill Plantation è una dimora storica con piantagione situata nei pressi di Lively, Contea di Lancaster (Virginia).
Fu edificata attorno al 1820; essa è un edificio in mattoni, a due piani e cinque campate, a forma di "L", con un tetto a padiglione.
La forma è una variazione della I-house (tipico modello di casa coloniale americana).
All'interno della proprietà sorgono anche la cucina di mattoni a due piani e tre campate e la camera di affumicatura a tetto piramidale.
La proprietà si estende su 5,7 ettari.
Essa fu inserita nel National Register of Historic Places il 17 novembre 1978.